# 캐피털 센터
캐피털 센터(영어: Capital Centre)은 미국 메릴랜드주 랜도버에 위치한 실내 경기장이다. 과거 NBA 캐피털 불리츠/워싱턴 불리츠/워싱턴 위저즈와 NHL 워싱턴 캐피털스의 홈경기장으로 사용했다.
| NBA 올스타전 개최 경기장 |                    |                      |
| 1979년                   | 1980년 캐피털 센터 | 1981년               |
| 폰티액 실버돔            | 1980년 캐피털 센터 | 콜리시엄 앳 리치필드 |
|                          |                    |                      |
|                          |                    |                      |

| NHL 올스타전 개최 경기장 |                    |                                 |
| 1981년                   | 1982년 캐피탈 센터 | 1983년                          |
| 더 포럼                  | 1982년 캐피탈 센터 | 나소 베터런스 메모리얼 콜리시엄 |
|                          |                    |                                 |
|                          |                    |                                 |